# Lezama (Biscaia)
Lezama é um município da Espanha na província da Biscaia, comunidade autónoma do País Basco. Faz parte da comarca de Grande Bilbau e tem 16,8 km² de área.[carece de fontes?] Em 2021 tinha 2 454 habitantes (densidade: 146,1 hab./km²).